# 이남석
이남석(1925년 6월 28일 ~ 2000년 8월 29일)은 여주에서 태어난 무술가이다. 1940년대 중반 한국 전통 무예 창무관을 공동 창시한 후 이를 세계적으로 알리고 확산시킨 공로를 인정받고 있다.
창무관은 1950년대 중반에 태권도가 된 5대 원조 관 중 하나였다. 말년에 이남석은 캘리포니아주 샌피드로의 해변 마을에 정착했고, 그곳에서 창무관의 전통적 뿌리를 다시 세웠다. 그는 75세에도 여전히 샌피드로 YMCA를 통해 창무관을 적극적으로 가르치고 있었다. 이남석은 2000년 8월 29일 뇌졸중으로 인근 남부 캘리포니아 토런스에서 사망했다.